# Youcef Djaballah
Youcef Djaballah (en ukrainien : يوسف جاب الله), né vers 1974, est un karatéka algérien.

## Carrière
Youcef Djaballah est médaillé d'argent en kata aux Jeux africains de 2003 à Abuja.
Il est promu entraîneur africain de kata en 2018.